# Ryslinge Friskole
Ryslinge Friskole blev startet i 1856 og er en Grundtvig-Koldsk friskole i Ryslinge. Den har 186 elever, fordelt på 0.-9. klassetrin i ét spor. Myretuen med 12 ansatte er knyttet til friskolen. Det er en integreret daginstitution, normeret til 50 børn i børnehaven og 14 børn i vuggestuen.
Ryslinge friskole er Danmarks ældste fungerende friskole.